# فلاديمير بيتروفيتش (لاعب كرة مضرب)
فلاديمير بيتروفيتش هو لاعب كرة مضرب (وحمل سابقاً جنسية يوغوسلافيا)، ولد في 11 مايو 1929 في يوغوسلافيا.

## وصلات خارجية
- فلاديمير بيتروفيتش على موقع رابطة محترفي التنس (الإنجليزية)
- فلاديمير بيتروفيتش على موقع الاتحاد الدولي لكرة المضرب (الإنجليزية)
- فلاديمير بيتروفيتش على موقع كأس ديفيز (الإنجليزية)
- فلاديمير بيتروفيتش على موقع خلاصة التنس.كوم (الإنجليزية)